# Борис Антонов
Вижте пояснителната страница за други личности с името Борис Антонов.
Борис Антонов (Антов) е български предприемач и общественик, деец на Съюза на македонските емигрантски организации.

## Биография
Борис Антонов е роден в град Крива паланка, тогава в Османската империя, днес в Северна Македония. Установява се в България, занимава се с търговия и членува в Паланечкото благотворително братство.
Участва като делегат от Паланечкото благотворително братство в обединителния конгрес на Македонската федеративна организация и Съюза на македонските емигрантски организации от януари 1923 година.
Между 1924 и 1926 година е член в ръководството на Националния комитет на македонските братства.
През 1929 година влиза в управителния съвет на Македонската народна банка. На следната 1929 година подписва Софийската декларация от страна на СМЕО в преговорите ѝ с Усташа.